# Ixobrychus sinensis
El avetorillo chino o mirasol chino (Ixobrychus sinensis) es una especie de ave pelecaniforme de la familia Ardeidae propia del sur de Asia y Oceanía.

## Distribución y hábitat
Se distribuye en el sur y este de Asia, desde Pakistán a través de la India hasta el Sudeste Asiático, así como en China, Corea y Japón. En la parte tropical de su área de distribución, es un pájaro residente, mientras que las poblaciones de las regiones templadas migran al sur en invierno. Sus áreas de invernada son Indonesia y Nueva Guinea. También puede llegar a veces tan al sur como la Isla de Navidad y Australia. Se han registrado aves vagabundas en Alaska.
Su hábitat preferido son los humedales de juncos. También se puede encontrar en los manglares y en los arrozales inundados.